# مرداویج زیاری
مرداویج (درگذشت ۳۲۳ هجری) بنیان‌گذار دودمان زیاریان در سده چهارم هجری و دهم میلادی است. مرداویج با لشکرکشی‌های پیاپی توانست بر سرزمین‌های گرگان، قومس، طبرستان، دیلم، گیلان، قزوین، ری، اصفهان و خوزستان فرمان راند و خود را شاهنشاه بنامد.
مرداویج خواهرزادهٔ هَروسِندان بن تیرداد، از اشراف گیلان، بود که تبارنامهٔ او به شاهان ساسانی می‌رسد. او همراه دایی خود در ابتدا به سپاه علویان طبرستان پیوست و پس از آن در میان سپاهیان سامانیان و علویان طبرستان مشهور شد و به فرماندهی بخشی از لشکریان سامانی و علوی رسید. وقتی در میان علویان بود، با اختلاف افتادن میان سرداران این جبهه، حسن بن قاسم (حاکم علوی) دایی او را همراه چند تن دیگر به قتل رساند و این موجب شورش بزرگان دیلم بر داعی علوی شد. پس از آن اسفار بن شیرویه توسط دیلمیان ریاست یافت و مرداویج پس از کشتن داعی، حسن بن قاسم، مدتی در خدمت اسفار بود. پس از مدتی مرداویج در ائتلافی علیه اسفار تشکیل داد که شامل محمد بن مسافر و ماکان بن کاکی می‌شد. مرداویج با از میدان خارج کردن اسفار توانست تمامی قلمرو او را خود به دست آورد. او پس از قدرت یافتن، در سال ۳۱۹ هجری با لشکرکشی به همدان توانست پیروزی بزرگی به دست آورد و سپس خوزستان و اصفهان را هم به قلمرو خود افزود.
مرداویج گرچه در ابتدا به خلافت عباسی اعلان اطاعت کرد، ولی اواخر قصد داشت حکومت ساسانیان را احیا کند. وی در نامه‌ای به ابن وُهبان از قصد خود برای فتح بغداد و به تخت نشستن در تیسفون خبر داده‌است. وی با برتر دانستن ایرانیان بر عرب‌ها و مردمان ترک موجب اختلاف‌افکنی میان سربازان ترک و دیلمی خود شد که در نهایت منجر به قتل او توسط سربازان تُرکش شد. پس از مرداویج سردارانش با وُشمگیر، برادر او، بیعت کردند. وشمگیر و جانشینان او توانستند حکومت زیاریان را به صورت محدودتری در طبرستان و گرگان زنده نگه دارند.

## منبع‌شناسی
منابع اولیهٔ تاریخ دودمان زیاریان را می‌توان در چند دستهٔ کلی جای داد:
- تاریخ عمومی دسته‌ای از این منابع اند که به شرح وقایع و حوادث سرزمین‌های اسلامی و خلافت عباسی می‌پردازند. در این میان تعدادی از تاریخ‌نگاران معاصر با زیاریان به موجب حضور ایشان در اوضاع سیاسی زمانه، به آن نیز پرداخته‌اند. مروج‌الذهب، تجارب‌الامم، زین‌الاخبار، الکامل، العبر، تاریخ یمینی و حبیب‌السیر نمونه‌هایی از تاریخ عمومی مذکور هستند. برخی از این کتب متناسب با جهت‌گیری امیری که مورخ برایش می‌نوشته، هستند و عدم بی‌طرفی‌شان مشهود است؛ به‌طور مثال برخی از مورخان خلافت عباسی چهره‌ای زشت از زیاریان را نمایش داده‌اند.[۲]
  - منابع اولیه: در بین کتاب‌های بالا مروج‌الذهب اثر علی بن حسین مسعودی (وفات ۳۴۶ هجری قمری) در زمان معاصر با وشمگیر نگاشته شده‌است و بنابرین منبعی مطمئن و دقیق برای زمانهٔ او می‌باشد. همچنین ابن مسکویه (متوفی ۴۲۱ هجری قمری) و ابواسحاق صابی کارگزار بوییان بوده‌اند و گرچه احتمال گرایششان به این خاندان وجود دارد، اما به علت نزدیک بودن به ماجرا و همچنین نقل از افراد مورد اطمینان، از منابع اصلی می‌باشند.[۲][۳] همچنین وی، در دهه‌های نخستین زندگی، حدود ۳۲۰ تا ۳۴۰ قمری، در شهرری می‌زیست.[۴] هر دو کتاب نام‌برده به زبان عربی می‌باشند.[۲] مسعودی تنها منبع معاصر با مرداویج است که به صورت مفصلی گزارش کارهای او را ارائه کرده‌است و از مهمترین منابع شناخت اوست. علاوه بر دو کتاب نامبرده، حمزهٔ اصفهانی و ابوبکر صولی از منابع عمومی هستند که گرچه معاصر با مرداویج بودند، به صورت مختصر از وی یاد کرده‌اند.[۵] منابع اولیهٔ اسلامی به علت نزدیکی و در هم تنیدگی دیلمی‌ها و گیل‌ها، گاه این دو گروه را با یکدیگر به اشتباه گرفته‌اند و از آن‌ها به جای یکدیگر نام برده‌اند، در حالی که گیل‌ها همسایهٔ شمالی دیلمیان در استان گیلان امروزی بودند.[۶]
  - منابع ثانویه: الکامل فی التاریخ ابن اثیر در ابتدای سدهٔ هفتم (سیصد سال پس از وشمگیر) نگاشته شده‌است. با این حال، به علت استفاده از منابع متعدد و تلفیق اطلاعات آن‌ها حاوی اطلاعات ارزشمندی است. وی در مواردی که دچار تردید شده‌است نیز با رویکردی انتقادی آرای گوناگون را بیان کرده‌است.[۲] وی از منابعی بهره برده‌است که امروزه در دسترس نیست. از جمله کتاب گمشدهٔ التاریخ فی اخبار ولاة خراسان نوشته ابوعلی سلّامی، اطلاعات مفصلی دربارهٔ سامانیان تا مرگ ابوعلی چَغانی (وفات ۳۴۴ ه‍.ق) را پوشش داده‌است، که شامل موارد مربوط به وشمگیر نیز می‌شود.[۷] از دیگر منابع ابن اثیر، ظاهراً، کتاب گمشده «التاریخ» ثابت بن سنان است که حوادث سال‌های ۲۹۵ تا ۳۶۳ هجری قمری را روایت کرده‌است.[۸]
- تاریخ‌های محلی مجموعه کتاب‌هایی هستند که دربارهٔ تاریخ منطقه یا شهر خاصی نوشته شده‌اند. این دسته از کتاب‌ها دارای ارزش بیشتری برای موضوعی همچون تاریخ زیاری هستند، زیرا به علت محدود بودن موضوعات و چارچوب کار مورخ، بیشتر به جزئیات وقایع و حوادث می‌نگرند. از کتب مهم این جرگه می‌توان به تاریخ طبرستان، تاریخ رویان، تاریخ طبرستان و رویان و مازندران و تاریخ جرجان اشاره کرد.[۲]

ابن اسفندیار (وفات پس از ۶۱۳ هجری قمری)، نویسندهٔ کتاب تاریخ طبرستان، از دبیران دربار باوندیان بود. وی کتاب خود را در قرن هفتم هجری نگاشته ولی منابعی نظیر «تاریخ التاجی فی دولة الدیلم» اثر ابواسحاق صابی، که او به سختی به آن‌ها دسترسی پیدا کرده‌بود، هم‌اکنون از بین رفته‌اند و بنابرین کتاب وی ارزش ویژه‌ای دارد. در جلد اول تاریخ طبرستان به ابتدا تا اواسط تاریخ وشمگیر پرداخته و در جلد دوم دنبالهٔ آن تا پایان دومین دورهٔ حکومت باوندیان می‌باشد. جلد اول نثری روان دارد ولی جلد دوم احتمال دارد توسط شخص ناشناس دیگری نوشته شده باشد و دارای نثری پیچیده‌است.
دو کتاب تاریخ رویان نوشتهٔ اولیاءالله آملی (بعد از سال ۸۰۵ هجری قمری) و تاریخ طبرستان و رویان و مازندران نوشتهٔ ظهیرالدین مرعشی (وفات ۸۹۲ هجری قمری) نیز اغلب مطالب ابن اسفندیار را تکرار کرده‌اند.
- منابع جغرافیایی نیز می‌توانند برای مطالعهٔ تاریخ مفید باشند. از کتب جغرافی معاصر با زیاریان که به اوضاع جغرافیای اقلیمی و جغرافیای تاریخی می‌پردازند، المسالک و الممالک، حدود العالم و احسن التقاسیم فی معرفة الاقالیم هستند. دو کتاب با نام المسالک و الممالک وجود دارد که هر دو پیش از دوران وشمگیر نوشته شده‌است و کتاب حدود العالم نیز اطلاعات چندانی نداشته و بسیار مختصر می‌باشد ولی احسن التقاسیم در سال ۳۷۵ هجری قمری با دقت مناسبی نوشته شده‌است و از بهترین کتاب‌ها در این زمینه است.[۲]
- منابع دیگری نیز علاوه بر کتب تاریخ و جغرافی وجود دارند. من‌جمله کتاب ادبی قابوس‌نامه که از مهم‌ترین منابع اولیه برای شناخت زیاریان به‌شمار می‌آید و توسط کیکاووس، یکی از امیران متأخر زیاری، نگاشته شده‌است.[۲]

## نام و تبار
مرداویج یا مرداویز به معنی آویزندهٔ مردان و به‌دارکنندهٔ جنگاوران و هماورد و مبارزه‌طلب است. مرداویج پسر بزرگ زیار و ملقب به ابوالحجاج بود که در سده چهارم هجری می‌زیست.
دربارهٔ خاندان زیاریان نوشته‌اند که ایشان گیل بوده‌اند و مدعی شده‌اند که نسبت خاندانشان به «آغش وهادان» یا «ارغوش فرهادان»، که در زمان کیخسرو حاکم گیلان بود، می‌رسد. همچنین عده‌ای «وردانشاه گیلانی» را جد زیار می‌دانند. همسر زیار دختر تیرداذ بود و برادرزن زیار هَروسِندان، حاکم وقت پادشاهی گیل، بوده‌است. خود زیار در دوران فرمانروایی پسرانش، مرداویج و وشمگیر، تا سال ۳۳۷ هجری زنده بود.
در آن دوره برای دستیابی به مشروعیت سیاسی و پذیرش همگانی، لازم بود حاکمان خود را از نژاد شاهان ساسانی که از دیرباز جنبهٔ تقدس داشتند، معرفی کنند تا مردم با این هم‌تباری، حکومتشان را به حق بدانند؛ چنان‌که آل بویه که از نسل فردی ماهی‌گیر بودند، خود را از نسل ساسانیان معرفی کردند. این احتمال وجود دارد که زیاریان به رسم دیگر خاندان‌های حکومت‌گر خود را به شاهان پیش از اسلام منتسب کرده‌باشند و این مطلب جعلی باشد. گفته‌اند که مادر مرداویج از تبار اسپهبدان رویان بوده‌است و در شجره‌نامه‌ای که عنصرالمعالی آورده، نام چندین فرد تاریخیِ شناخته‌شده آمده‌است و برخلاف تبارنامهٔ آل بویه، معتبر به نظر می‌رسد. خصوصاً که زیار می‌بایست خود از خاندان قابلی بوده باشد که توانسته بود با دختر یکی از اسپهبدانی که از نسل ساسانیان بودند، ازدواج کند.

## پیش‌زمینه‌ها

### زمانه

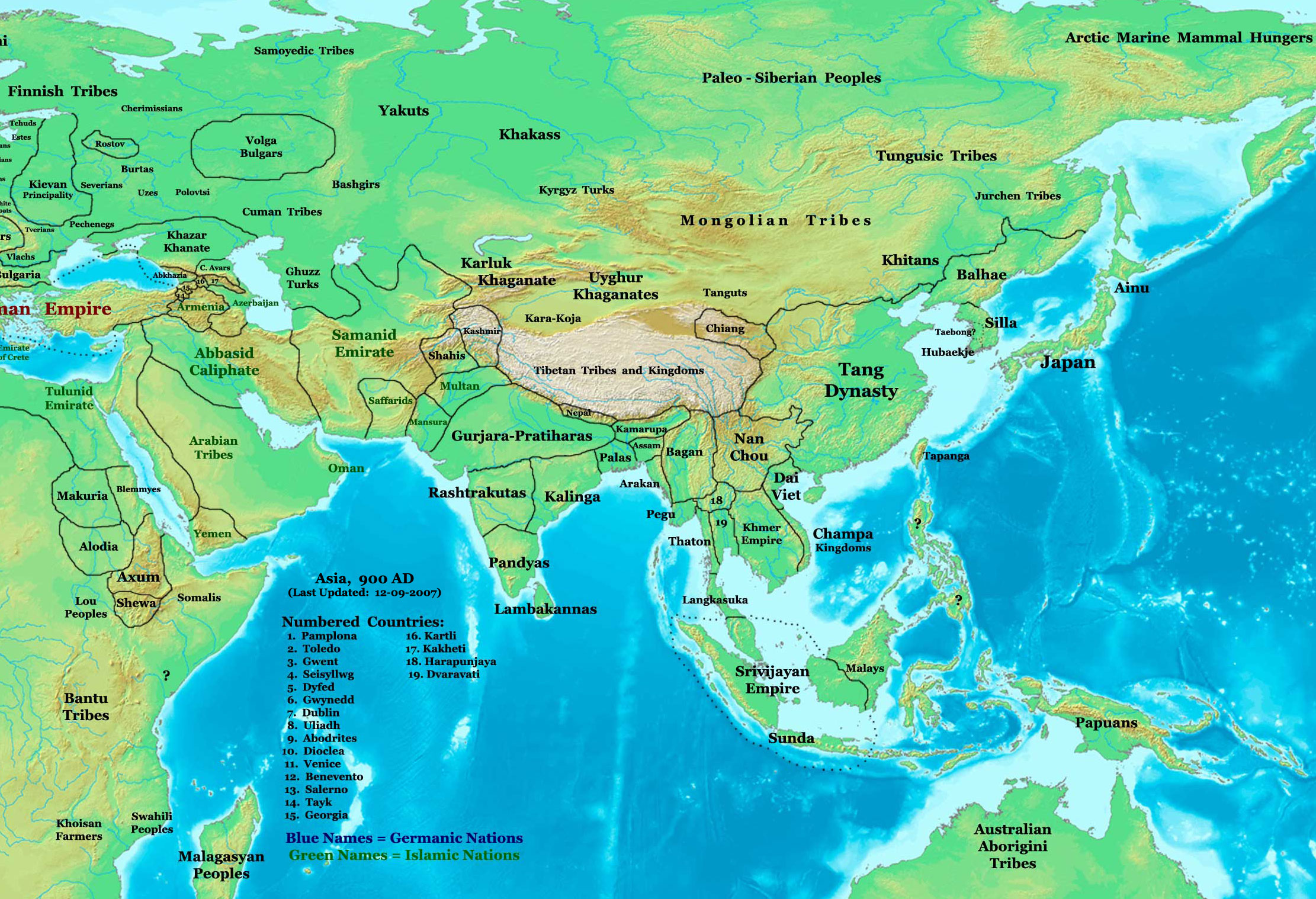
نقشه آسیا در حدود سال ۹۰۰ میلادی/۲۸۷ هجری قمری.

در اواسط قرن سوم هجری خلافت عباسی با جنبش‌های استقلال‌طلبانه‌ای مواجه شد که ضعف سیاسی او را در پی داشت. پس از هرج‌ومرج در سامرا، تا یک دهه پس از مرگ متوکل، چهار خلیفه کشته شدند و خلافت عباسی عملاً تکه‌تکه شد و سلسله‌های نسبتاً مستقلی توسط قدرت‌های نظامی محلی تحت عنوان «امیر» در جای جای سرزمین‌های اسلامی ظهور کردند. این جنبش‌ها در میان ایرانیان، که از پیش منتظر فرصتی برای شورش بودند، با ظهور دولت‌های صفاریان، سامانیان و زیاریان، به اوج رسید. جنبش‌های مذکور در نتیجهٔ ضعف دستگاه خلافت روی داد ولی مقام خلیفه در سرزمین‌های سُنی‌مذهب هنوز قداست و احترام گذشتهٔ خود را حفظ کرده‌بود و دولت‌ها مجبور به پذیرش خلافت بودند تا مقام خود را مشروعیت بخشند.
تا پیش از قرن چهارم هجری، اکثر مناطق ایران زمین به دین اسلام تغییر مذهب داده بودند؛ ولی در طبرستان و گیلان وضع متفاوت بود. بخشی از مردم این نواحی هنوز به دیانت زرتشتی وفادار بودند. چون تا آن زمان حاکمان مسلمان نتوانسته بودند بر این مناطق چیره شوند، نوعی آزادی دینی و سیاسی در منطقه حاکم بود. در قرن سوم هجری مازیار (به عنوان یکی از واپسین حاکمان زرتشتی) احیای حاکمیت ایرانی بر اساس تحولات اجتماعی را در ذهن می‌پروراند و صد سال بعد این هدف مجدداً آرمان یک حاکم مازندرانی دیگر یعنی مرداویج شد. البته در طول قرن چهارم، بسیاری از مردم طبرستان و گیلان تحت تأثیر علویان زیدی، که از دست خلفا به منطقه می‌گریختند، به مذهب تشیع گرویدند و همچنان نیمی از مردم زرتشتی بودند و نیمی دیگر شیعه شده‌بودند. معمولاً دیلمی‌ها، همراه با ترک‌ها، وحشی‌ترین و نفرت‌انگیزترین دشمنان مسلمانان توصیف می‌شدند و جهاد علیه آن‌ها با شدت تبلیغ می‌شد.
بزرگترین دشمنان خلیفه در این زمان علویان بودند که پیرو مذهب شیعه زیدی بودند و ادعای خلافت می‌کردند. در طبرستان و دیلم، علویان طرفداران بسیاری یافتند ولی پس از دو یا سه نسل، علویان از شعارهای عدالت‌طلبانهٔ نخستین خود عدول کردند و به کنار رانده شدند. در این دوره، میان فرزندان ناصر کبیر و داعی صغیر اختلاف روی داده بود و درون اردوگاه علویان هم دودستگی وجود داشت. این اوضاع زمینه را برای قیام اشرافی که نسب خود را به ساسانیان می‌رساندند، فراهم نمود و در این منطقه نیاز به حکومتی بود که دو قشر شیعیان و زرتشتیان را اقناع کند.

## سرگذشت

### دورهٔ نظامیگری مرداویج
حسن بن قاسم (معروف به داعی صغیر) که از رهبران علویان طبرستان و جانشینان ناصر کبیر بود، هروسندان بن تیرداد (شاه گیلانیان که دایی مرداویج بود) را به همراه شش تن دیگر از بزرگان گیل و دیلم به قتل رساند. بزرگان دیلم بر داعی حسن بن قاسم شوریدند و اسفار بن شیرویه را که یک فرد نظامی بود و در لشکر ماکان بن کاکی فرماندهی می‌کرد، به ریاست خود انتخاب کردند. وقتی علیه داعی شورش به راه افتاد، او از گرگان به طبرستان رفت و با ماکان بن کاکی متحد شد. اسفار هم ابتدا به خراسان رفت تا متحد کسب کند و پس از آن به طبرستان شتافت و طرفین به نبرد یکدیگر رفتند.
مرداویج در آغاز همراه با دایی خود، هروسندان، به لشکریان ناصر کبیر، امام و حاکم علوی، پیوسته بود. او در لشکر علویان طبرستان و گیلان و سامانیان شهرت داشت و در عصر نصر بن احمد سامانی در رکاب قراتکین سامانی بود. وقتی که اسفار شیرویه از خراسان به طبرستان لشکرکشی می‌کرد، از مرداویج به عنوان فرماندهی سرشناس دعوت به همکاری نمود. مرداویج با اجازهٔ قراتکین همراه اسفار شد و در سال ۳۱۶ هجری قمری از گرگان به ساری آمدند.
در نزدیکی دروازه‌های شهر ساری درگیری آغاز شد و علی‌رغم رشادت‌های داعی، سربازانش به خاطر نارضایتی از او، میدان را ترک کردند و او را تنها گذاشتند و مرداویج به انتقام دایی خود، هروسندان، داعی صغیر را به قتل رساند. پس از این پیروزی، اسفار آکوشی ترک را به عنوان نماینده به ری فرستاد ولی مدتی بعد مرداویج را به بهانهٔ ظلم آکوشی بر مردم ری، فرستاد تا او را تنبیه کند. اسفار در مدتی کوتاه توانست بر طبرستان، گرگان، ری، قزوین، ابهر، قم و کَرَجِ ابی‌دُلَف تسلط یابد. اسفار علیه خلیفهٔ عباسی و امیر سامانی شورید و سپاهی را که عباسیان برای دفع او فرستادند، شکست داد. مردم قزوین در این جنگ از خلیفهٔ عباسی دفاع کردند و عامل اسفار را کشتند. اسفار پس از صلح با امیر سامانی، به قزوین هجوم بُرد و آنجا را تاراج کرد؛ مؤذنان را کشت، مساجد را ویران کرد، بازارها را سوزاند، نماز خواندن را ممنوع کرد و مالیات را افزایش داد.
پس از آن اسفار سپهسالار خود، مرداویج را برای کمک به مهدی بن خسرو فیروز که در نبردی از محمد بن مسافر شکست خورده بود، فرستاد. محمد بن مسافر، مؤسس سَلّاریان بود که بر دیلم و طارم حکومت می کرد. مرداویج در طارم، محمد بن مسافر را محاصره کرد و از او برای اسفار بیعت خواست. محمد بن مسافر در همین حال، به مرداویج پیام داد و ستم‌ها و اعمال اسفار را یادآور شد و از وی درخواست کرد که به یاری سپاهیانش، لشکریان اسفار را شکست دهد و بر سرزمین او چیره شود. مرداویج پذیرفت و با محمد و ماکان (ماکان در آن‌زمان در شمیران نزد محمد بن مسافر بود) متحد شد. مرداویج و پسران محمد، شیرزاد (برادر اسفار) و بیست و نه نفر از فرماندهان اسفار از طایفهٔ دیلمی «وروداوند» را غافلگیر کردند و کشتند.
اسفار که در قزوین منتظر رسیدن مرداویج بود، پس از آگاهی از توطئهٔ او به ری گریخت و سپس از راه دامغان به بیهق رفت. مرداویج که پیشتر مخفیانه با ماکان همدست شده‌بود، او را به تعقیب اسفار فراخواند و ماکان اسفار را به سوی گرگان راند. اسفار متحدانی در قلعه الموت داشت و گنجینهٔ خود را در آنجا نگه می‌داشت. لذا به سوی الموت گریخت، ولی سرانجام موفق به این کار نشد و سپاهیان مرداویج در طالقان برایش کمین کردند و او را سر بریدند. ابن اسفندیار مرگ اسفار را در ۳۱۹ و ابن اثیر آن را در سال ۳۱۶ هجری ذکر می‌کنند.

## حکومت

### وقایع ۳۱۹ تا ۳۲۲ هجری

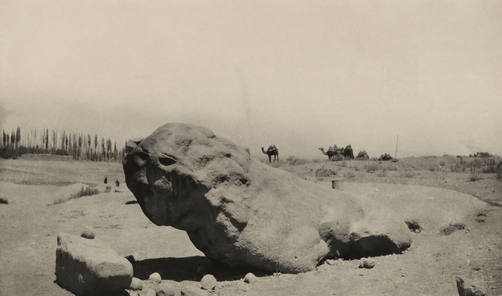
شیر سنگی همدان پیکره‌ای است که حدود ۲۰۰۰ سال قدمت دارد. مرداویج قصد داشت یکی از آن‌ها را به ری منتقل کند؛ اما موفق نشد و پنجه‌های یکی از شیرها را شکست و دیگری را کاملاً تخریب کرد. مجسمه آسیب دیده تا سال ۱۳۲۸ هجری شمسی بر روی زمین افتاده بود تا این که سیحون، معمار آرامگاه بوعلی‌سینا، آن را در محل فعلی نصب کرد.

پس از مرگ اسفار، ماکان کاکی به طبرستان بازگشت و در گرگان سکونت گزید. مرداویج نیز حاکم دیگر مناطق تحت فرمانروایی او شد ولی به گرگان، پایتخت اسفار، نرفت و از همان‌جا به کشورگشایی پرداخت؛ نخست ممالک سابق اسفار را مطیع خود کرد، سپس برای توانایی گسترش مرزهایش کارگزاران خود را به شهرهای تحت امر فرستاد تا خراج جمع‌آوری کنند. در این زمان امرای مناطق گوناگون هم رهبری مرداویج را پذیرفتند. مرداویج برای سپاه خود هزینهٔ زیادی می‌کرد که باعث می‌شد عدهٔ زیادی برای حضور در لشکریان او داوطلب شوند. بخش عمده‌ای از این سربازان از طوایف گیل و دیلم بودند.

#### فتح جبال
در سال ۳۱۹ هجری، خواهرزادهٔ مرداویج، ابی الکرادیس علی بن عیسی طلحی، برای طلب خراج به شهر همدان عازم شد. در همین هنگام سپاه خلیفهٔ عباسی، به فرماندهی ابوعبدالله بن خلف، نیز در همدان اقامت داشت. در ورودی همدان شیرسنگی بود که مردم شهر آن را حافظ و نگهبان همدان می‌دانستند. لشکریان ابی‌الکرادیس در ورود به شهر این مجسمه را شکستند و از کوه به پایین پرت کردند. مردم همدان از این اقدام منزجر شدند و به حمایت از سپاه خلیفه به مقابلهٔ با لشکریان زیاری پرداختند. در جنگی که رخ داد، چهار هزار نفر کشته شدند و ابی‌الکرادیس هم کشته شد.

مسیر تقریبی لشکرکشی‌های مرداویج و سردارانش از سال ۳۱۹ هجری.

پس از جنگ دو سپاه شهر را ترک کردند. سپاهیان خلیفه به عراق عزیمت کردند و بازمانده لشکر زیاری نزد مرداویج بازگشتند. مرداویج قصد انتقام کرد و با ارتش خود به همدان بازگشت. مردم شهر در غیاب سپاه خلیفه مقاومت کردند ولی یک روز بیشتر تاب نیاوردند و مرداویج با ورود به شهر سه روز به قتل‌عام مردم پرداخت. در روز سوم، ریش‌سفیدان شهر در مصلی نزد مرداویج آمدند ولی مرداویج همگی را کشت و پس از غارت شهر، آن را به آتش کشید. در پایان، لشکریان مرداویج پنجاه خروار «بند شلوار ابریشمی» از کشتگان به غنیمت بردند.
خلیفه، مقتدر عباسی، با شنیدن اخبار، هارون بن غریب (پسردایی خود) را با لشکر بزرگی به همدان فرستاد و در اطراف شهر دو سپاه روبه‌رو قرار گرفتند و در نبردی که روی داد مرداویج سپاه خلیفه را شکست داد. با این پیروزی، مرداویج توانست به راحتی نواحی جبال من‌جمله کرمانشاه، لرستان، کردستان و پشتکوه را فتح کند. همچنین ابن علان قزوینی را در رأس سپاهی به دینور فرستاد و آن شهر توسط ابن‌علان غارت و تسخیر شد. گزارش‌ها حاکی از قتل هفده هزار دینوری در روز نخست حمله دارد. ابن‌علان پس از دینور به حلوان لشکرکشی و آنجا را نیز غارت کرد و سپس با غنائم و اسرا نزد مرداویج بازگشت. مسعودی تعداد اسیرانی را که سپاهیان از دینور با خود آوردند، بین پنجاه تا صد هزار نفر گزارش کرده‌است. عده‌ای از اهالی دینور با روی سیاه کرده نزد خلیفه گریختند و کمک خواستند ولی نتیجه‌ای نداشت.
پس از فتح جبال، مرداویج با خلافت مذاکره کرد و به خواست خلیفه نواحی متصرفی همدان و دینور و پیرامون آن را تخلیه کرد و به نمایندگان خلیفه سپرد و به جای آن از خلیفه خلعت و لوای حکومت بر نواحی شرقی جبال از شرق همدان تا ری را گرفت و بدین شکل یکی از امیران امارت‌های استیلا شد. مرداویج لباس سیاه (شعار عباسیان) را بر تن کرد و مالیات را پرداخت. به گزارش ابن اثیر، مقتدر در مقابل خراج دویست هزار دینار، همدان و ماه کوفه را به مرداویج سپرد ولی ابن مسکویه نوشته‌است که خلیفه به‌جز این دو شهر نام‌برده، باقی متصرفات مرداویج را به او بخشید. این اتفاق موجب خشم برخی از دیلمیان شد. با خلع و قتل المقتدر بالله در شوال ۳۲۰ هجری، برادرش القاهر بالله به خلافت رسید که نام او بر سکه‌های مرداویج نقش بسته‌است و نشان از ادامه این رابطه دارد.

#### فتح اصفهان و خوزستان
در ذی‌الهجه ۳۲۱ هجری، در حالی که شهر اصفهان حکومت بی‌ثباتی داشت، مرداویج لشکری به فرماندهی برادرش، وشمگیر، به سمت آن شهر روانه کرد و به سادگی اصفهان را فتح کرد؛ سپس همراه با سپاه چهل الی پنجاه هزار نفرهٔ خود وارد آن شد و در قصر «احمد بن عبدالعزیز ابی دلف عجلی»، که برایش مهیا کرده‌بودند، بر تخت نشست و سپاهیانش با مردم بدرفتاری کردند. عده‌ای از مردم اصفهان برای شکایت به پایتخت رفتند ولی خلیفه وقعی ننهاد. پس از این تا چهار ماه خلیفه در قبال حمله سکوت کرد و پس از آن ضمن تعیین محمد بن یاقوت به حکومت اصفهان، به مرداویج دستور داد که اصفهان را تخلیه نماید تا حکومت ری و جبال را به او واگذار کند و از جمله دوستان خلیفه شود و نامش از فهرست سرکشان خارج شود. این نامه نشان می‌دهد دستگاه خلافت دوباره مرداویج را یک سردار شورشی دانسته و نه تنها حکومتش بر اصفهان را به رسمیت نشناخته بلکه او را تهدید کرده‌است که در صورت تخلیه نکردن اصفهان، همان شهرهای قبلی را هم از او پس می‌گیرد. مرداویج در پاسخ سریعاً شهر را از نیروهای خود خالی کرد و حتی منتظر نماند که شهر را به حاکم بعدی تحویل دهد. در نتیجه اصفهان ۱۷ روز بدون حکمران بود. تا این که در جمادی‌الاول ۳۲۲ هجری خلیفه به قتل رسید و مرداویج مجدداً به اصفهان بازگشت. مشخص نیست که خلیفه بعدی، الراضی بالله، با مرداویج چگونه رابطه‌ای داشته‌است.
پس از آن مرداویج «محمد بن وهبان فضیلی» را برای فتح شوشتر، ایذه و اهواز فرستاد. بن وهبان نیز با پیروزی بر اهواز، خراجی تهیه کرد و نزد مرداویج گسیل داشت. پس از فتوحات در خوزستان، مرداویج غنایم بسیاری را که به دست آورده بود، میان سپاهیان تقسیم کرد؛ در حالی که با پایتخت خلافت همسایه شده بود. مرداویج پس از فتح اصفهان برای خود دو تخت، یکی زرین و دیگری سیمین، ساخت و هر روز بر روی یکی از آن دو می‌نشست.

### بازگشت به شمال و تسلط بر گرگان و طبرستان
ماکان بن کاکی، متحد پیشین مرداویج، در گرگان و طبرستان حکومت می‌کرد. میان او و مرداویج اختلاف‌هایی رخ داد؛ من جمله آن که «ابوجعفر ناصر بن احمد بن حسن» از گیلان به ری رفت و علی‌رغم اختلافاتی که با ماکان داشت، مرداویج او را گرامی داشت.
در سال ۳۲۰ هجری، مرداویج به بهانهٔ شکنجهٔ شخصی به نام «ابوالفضل شاگرد»، که از اقوام مُطرّف (وزیر مرداویج) بود، راهی طبرستان شد. او هم‌زمان پیکی برای برادر کوچک‌ترش، وشمگیر، فرستاد و از او دعوت کرد که نزدش آید. وشمگیر ابتدا به علت اطاعت مرداویج از خلیفه، که مذهب متفاوتی داشت، حاضر نشد به او بپیوندد ولی نهایتاً در ری به او ملحق شد.

نقشه تقریبی از قلمرو فرمانروایان خاورمیانه در زمان مرداویج.

در سال ۳۲۱ هجری، مرداویج به طبرستان لشکر کشید. گرچه منابع اولیه گزارش کافی از این اردوکشی نداده‌اند؛ ولی مسلماً نبردهایی میان ماکان و مرداویج ابتدا در طبرستان و سپس در گرگان رخ داد که مرداویج هر بار پیروز شد و نهایتاً ماکان به دیلم گریخت. در این نبردها، ابوجعفر نیز شرکت داشت و در «دلاوه رود» با همراهانش توسط ماکان به قتل رسید. همچنین مادر ابوجعفر برای انتقام، یکی از یاران ماکان به نام «اسمعیل» را کشت.
نهایتاً ماکان در دیلم نزد ابوالفضل ثائر رفت و با او متحد شد. مرداویج نیز «بلقسم بن بانجین» را به جانشینی خود و حکومت طبرستان و گرگان منصوب کرد و دامادش، سرخاب پسر بالقسم را امیر گرگان نامید. پس از بازگشت مرداویج به اصفهان، ماکان و ثائر به طبرستان حمله کردند ولی از بالقسم شکست خوردند و به خراسان گریختند. در نیشابور، به فرمان نصر سامانی، سپاهی به فرماندهی ابوعلی احمد بن محتاج چغانی از سوی سامانیان برای ماکان گسیل شد. بالقسم این بار هم ماکان و متحدان تازه‌اش را شکست داد. لشکر شکست‌خوردهٔ سامانی قصد عزیمت به دامغان داشت ولی بالقسم راهشان را بست و ناچار شدند به خراسان بازگردند. امیر سامانی با این وضع از ماکان ناامید شد و او را همراه با لشکری به کرمان فرستاد.
در همین سال سامانیان این بار با لشکری به فرماندهی سپهسالار خراسان، ابوبکر مظفر، توانستند گرگان را فتح کنند. مرداویج با شنیدن خبر سقوط گرگان، سریعاً عازم گرگان شد. ابوعلی بلعمی در این هنگام نامه‌نگاری‌هایی با مطرّف انجام داد و سعی کرد از طریق مطرف، مرداویج را از حمله به گرگان منصرف کند ولی مرداویج با اطلاع یافتن از مکاتبات این دو، مطرف را به زندان انداخت و اموالش را مصادره کرد. بلعمی پس از آن با خود مرداویج مکاتبه کرد و گناه لشکرکشی را به گردن مطرف انداخت و از مرداویج خواست که به ری بازگردد. مرداویج صلح با سامانیان را پذیرفت، مطرف را اعدام کرد و به امیر سامانی خراج داد.

### کشمکش با آل بویه

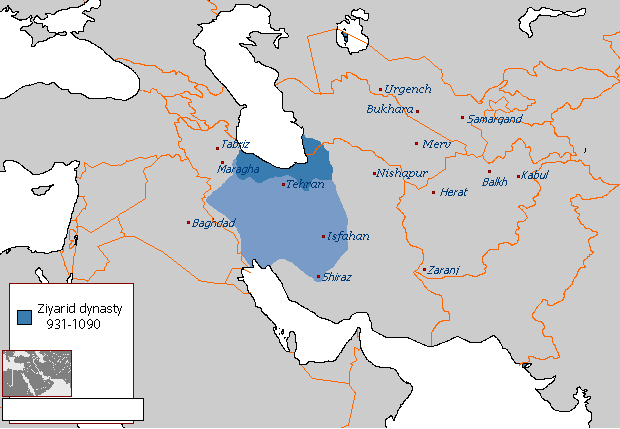
قلمرو مرداویج در زمان مرگ. نواحی کم‌رنگ پس از نبردهای همدان، اصفهان و خوزستان فتح شدند.

سه برادر، که با عنوان پسران بویه شناخته می‌شوند، از فرماندهان وفادار به ماکان بودند که پس از شکست‌های متوالی ماکان با کسب اجازه از او، نزد مرداویج رفتند و به لشکریان زیاری پیوستند. مرداویج در ابتدا از آنان استقبال کرد و شهر کرج ابودلف را به برادر بزرگ‌تر، علی بویی، سپرد ولی اندکی بعد پشیمان شد و در نامه‌ای به عمید، مشاور و کاتب وشمگیر، به او دستور داد که حُکم علی بویی را لغو کند. عمید پس از رساندن فرمان مرداویج به علی بویی، به خاطر دوستی که با علی بویی داشت، به او فرصت داد تا شهر ابودلف را تصرف کند. علی بویی کرج ابودلف و دژهای اطرافش را تصرف و غنائم را میان لشکریان تقسیم کرد و مردم شهر را از خود راضی نگهداشت؛ لذا مردم و سپاهیان در نامه‌هایی به مرداویج، از علی بویی اعلان حمایت کردند. مرداویج به شهر ری رفت و برای فشار وارد کردن به بوییان، تهیه بودجهٔ بخشی از سپاهیانش را به عهده آن‌ها گذاشت. علی بویی ضمن پرداخت حواله‌ها، مقادیری انعام نیز بر میزان مقرر افزود و محبوبیتش کماکان افزایش می‌یافت.
مرداویج سردارانی که مشکوک بودند را فراخواند و عده‌ای را برای دستگیری علی بویی فرستاد ولی سران ناراضی به علی بویی پیوستند و بدین گونه نیرویش افزون شد. علی بویی با لشکریان اندکی اصفهان را گرفت. در سال ۳۲۲ هجری مرداویج از او خواست که مطیع باشد و به نام او خطبه بخواند و از طرفی برادرش، وشمگیر را برای سرکوب به اصفهان فرستاد. لشکریان وشمگیر بسیار بودند و علی بویی توان مقابله را در خود ندید و از ترس لشکریان به ارجان رفت و وشمگیر در اصفهان منزل کرد. در این هنگام رقابت میان علی بویی و مرداویج زیاری شدت گرفت و هر دو سعی داشتند که خود را به خلیفه نزدیک‌تر کنند تا حکومتشان بر مردم مشروعیت پیدا کند.
برادران بویی به سرزمین فارس لشکرکشی کردند و در برابر لشکر یاقوت پیروز شدند. یاقوت سعی کرد با حمایت مرداویج آنان را شکست دهد؛ ولی مجدداً، این بار در نزدیکی کرمان، از بوییان شکست خورد. علی بویی شیراز را فتح کرد و با غنائم لشکرش را اصلاح کرد و با پرداخت یک میلیون دینار به خلیفه، خلعت و لوای فارس را دریافت کرد. مرداویج خود به اصفهان آمد و وشمگیر را به ری فرستاد، سپس در حالی که یاقوت با حُکم خلیفه حاکم خوزستان شده‌بود، در شوال ۳۲۲ هجری کسی را برای فتح آن نواحی اعزام کرد تا در آن ناحیه حائلی میان بوییان و بغداد گردد. مرداویج غنائم به‌دست آمده را تقسیم نمود؛ مقداری به اتباعش بخشید، خراجی برای خلیفه فرستاد تا خلعت خوزستان را ستاند و الباقی را ذخیره کرد. علی ناگزیر فرمانروایی مرداویج را پذیرفت و به نام وی خطبه خواند و هدیه‌ای گرانبها برای او فرستاد و برادر خود رکن‌الدوله حسن را نیز به عنوان گروگان به وی سپرد. او سعی می‌کرد از اتحاد مرداویج و دیگر دشمنانش جلوگیری کند.

## مرگ
سرانجام مرداویج در سال ۳۲۳ ه‍جری و در حمام کاخ خود به وسیله چند تن از غلامان ترکش کشته شد. مورخان معاصر مرداویج، از جمله مسعودی و صولی، دربارهٔ انگیزهٔ کشته شدن او آرای گوناگونی را بیان کرده‌اند. کامل‌ترین شرح از آنِ نویسنده تجارب‌الامم است. ابوعلی مسکویه می‌گوید: او ترکان را خوار می‌شمرد و به آنان اعتماد نداشت و یاران دیلمی خویش را می‌نواخت و برعکس به غلامان ترک سخت می‌گرفت. ابوعلی مسکویه شرح ماجرا را آن سان که از استادش ابوالفضل بن عمید شنیده بود نقل می‌کند. در شمار لشکریان او گذشته از مزدوران، غلامان زرخرید ترک نیز یافت می‌شدند. یک بار تنی چند از این غلامان که تا پاسی از شب سرگرم تیمار اسبان بودند، با همهمه‌ای مرداویج را از خفتن بازداشتند. مرداویج بر آنان خشمناک شد و به فرمان وی آنان را افسار زدند و همانند اسبان در طویله بستند. این توهین سبب تحریک غلامان ترک شد، پس برای کشتن او هم‌آواز شدند. هنگامی که مرداویج وارد گرمابه شد، از نگهبان ویژه او خواستند تا سلاح او را به درون نبرد (او بر این عادت بود که همیشه یک دشنه در دستمال به درون گرمابه ببرد)، سپس خود به گرمابه رفتند، به مرداویج حمله‌ور شدند و او را به قتل رسانیدند.
در الاوراق صولی انگیزهٔ کشته شدن مرداویج به گونه دیگری آمده‌است. مرداویج سپاهیان خود را به دو گروه تقسیم کرده بود؛ گیلیان و دیلمیان هم‌میهنان و ویژگان او بودند که ری را به دست ایشان گشوده بود و دیگر، ترکان خراسان بودند. مرداویج گروهی از ترکان را در لشکرش ارتقا داد و در نتیجه دیلمیان از او گله‌مند شدند؛ او در پاسخ می‌گفت من ترکان را برای پشتیبانی از شما آورده‌ام تا پیشاپیش شما بجنگند. شما خواص من هستید. من از شما و برای شما هستم. چون این سخنان به ترکان رسید، برای کشتن او هم‌داستان شدند و او را در گرمابه کشتند.
کشته شدن مرداویج به دست ترکان نمونهٔ کوچکی از شورش‌های محلی ترکان و پیش‌درآمد چیرگی ایشان بر آذربایجان بود. آنان مرداویج را با چراغ سبز بغداد به بهانهٔ ملحد بودن، کشتند. بنابر نظر صولی، می‌توان نتیجه گرفت که کشتن مرداویج یک مسئله اجتماعی بوده‌است، مسعودی نیز تأیید می‌کند که هنگامی که مرداویج می‌خواست به بغداد رود و خلیفه را دستگیر کند به قتل رسید. ابوعلی مسکویه و مسعودی هر دو، خلیفه را در کشتن مرداویج سهیم می‌دانند. اینان و دو تن از غلامان او «بجکم» و «توزون» را نام می‌برند. این دو بودند که از کینه ترکان نسبت به مرداویج بهره جستند و پس از کشته شدن مرداویج به عراق گریختند و در شمار سپاهیان خلیفه درآمدند و اندک زمانی به مقام امیرالامرایی رسیدند. به نظر می‌رسد بجکم و توزون بنا بر دستور خلیفه، در کشتن مرداویج نقش داشته‌اند. آن گونه که مسعودی گزارش کرده، بجکم شخصاً مرداویج را در حمام کشت. صولی در قصیده‌ای طولانی و بدیع که به زبان عربی و در ستایش و مدح خلیفه، الراضی‌بالله، سروده‌است، به قتل مرداویج اشاره می‌کند و آن را یک پیروزی برای خلیفه و به منزلهٔ پایان آتش مجوس می‌داند.

### خاکسپاری

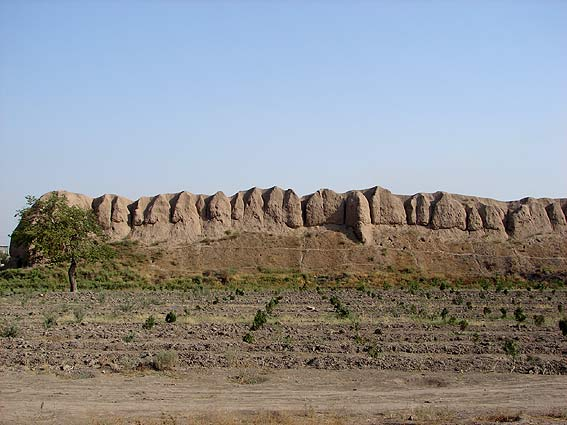
بقایای قلعه گبری در نزدیکی شهر ری که مرداویج زیاری درون محوطهٔ آن دفن شد.

پس از مرگ مرداویج، جسد او را از اصفهان به ری منتقل کردند. وشمگیر پابرهنه به پیشباز تشییع‌کنندگان رفت. در این زمان، سپاهیان و سران دیلمی از اصفهان و خوزستان و دیگر نقاط به ری آمده بوند و پس از رایزنی دیلمی‌ها و گیلانیان، وشمگیر را به جانشینی مرداویج برگزیدند.
داستان خاک‌سپاری مرداویج را ابومخلد عبدالله بن یحیی که از خدمت‌گزاران و دولت‌مردان مرداویج بود چنین یاد کرده‌است: «هنگامی که تابوت مرداویج را به ری بردند من روزی پرجوش‌تر از آن روز ندیدم، همه گیلیان و دیلمیان چهار فرسنگ راه را پای برهنه پیمودند.» او می‌گفت برادر مرداویج نیز با ایشان پیاده آمد. می‌گفت: «من هیچ سپاه ندیده بودم که پس از مرگ فرمان‌روا، بی هزینه درم و دینار مردان و سربازانش این‌چنین به او وفادار بمانند که ایشان بدین شکل به برادرش وُشمگیر پیوستند.»
پس از دفن مرداویج، لشکریان با وشمگیر بیعت کردند و او حاکم زیاریان شد. دلیل این که چرا مرداویج را در همان اصفهان دفن نکردند، روشن نیست. شاید ناامنی پس از شورش غلامان ترک موجب این امر شده باشد. او نخستین پادشاهی است که در ری دفن شده‌است. در هر حال، مرداویج در محله «جیل‌آباد» یا «گیل‌آباد» در شرق ری، که امروزه در نزدیکی امین‌آباد قرار دارد، دفن شد. بنا بر گزارش ابودلف، این محل دارای ساختمان‌ها و ایوان‌هایی به سبک ساسانی بود که مرداویج آن‌ها را احداث کرده بود.

## رویکردها

### مذهب
گرچه مرداویج در سپاه علویان طبرستان حضور داشت، ولیکن به آن‌ها وفادار نبود. او از دین تنها برای پیشبرد اهداف نظامی و سیاسی خود استفاده کرد و تعصبی به دین و مذهب نداشت؛ به گونه‌ای که نزدیکانش گاه او را شماتت می‌کردند. او پس از به قدرت رسیدن، چون توان مقابله با خلافت را در خود نمی‌دید یا چون نیاز به داشتن حکومتی تحت مشروعیت دینی دستگاه خلیفه داشت، ابتدا لباس سیاهی را که شعار خلیفه بود، به تن کرد ولی بعد به دشمنی با خلیفه پرداخت. او همچنین به خلیفهٔ فاطمی در مصر نامه‌ای نوشت و هدایایی برای او ارسال کرد. ولی مشخص نیست که قصدش مشروعیت یافتن تحت لوای او بود یا برای ایجاد اتحاد علیه عباسیان تلاش می‌کرد. این رویکرد مرداویج به مذهب موجب شد منابع دربارهٔ مذهب وی دارای اختلاف باشند. منابع مختلف او را زرتشتی، شیعه اسماعیلی یا کافر دانسته‌اند؛ ولی محمدعلی مفرد، محسن رحمتی و علاءالدین شاهرخی، با توجه به زیدی بودن اکثریت مردم گیلان و دیلم در آن دوره و گزارش‌هایی که دربارهٔ وشمگیر، برادر مرداویج، وجود دارد، نتیجه می‌گیرند که مرداویج پیشتر پیرو زیدیان بوده‌است. اصول فکری و اعتقادی مرداویج به درستی شناخته نیست. این احتمال وجود دارد که او متناسب با پیشروی‌هایش، افکار و ایده‌های جدیدی را دنبال کرده‌است. مشخص نیست در آغاز چه رویکردی نسبت به دین، مذهب و خلیفه داشته‌است و واکنشی نسبت به این مسائل از او گزارش نشده. بهانه قرار دادن بی‌احترامی اسفار به دین اسلام نیز می‌تواند تنها در جهت به قدرت رسیدن باشد؛ کمااینکه ابن علان قزوینی، از فرماندهان سپاهش، بی‌احترامی مشابهی به قرآن داشت که او واکنشی نشان نداد.

### ایران‌گرایی
مرداویج از مسلمانان شهر ری به اندازهٔ نامسلمانان جزیه گرفت. علی مفرد، مورخ معاصر، می نویسد در ابتدای به قدرت رسیدن لباس سیاه خلیفه را پوشید اما مدتی بعد ساز طغیان علیه او را نواخت و به تاریخ ایران توجه نشان داد و دستور داد همچون شاهنشاهان ساسانی برای او دو تخت، یکی از طلا و یکی از عاج، بسازند و برای اطرافیانش تخت‌هایی از نقره ساخت؛ همچنین تاج کسری برای خود ساخت و قصد داشت با ترمیم ایوان کسری، آنجا را پایتخت خود قرار دهد. مهرآبادی نیز می گوید مرداویج سر آن داشت تا بغداد را بگیرد، خلافت را براندازد، دولت عرب را از میان ببرد، پادشاهی ایرانیان را دوباره برقرار سازد و خود را «شاهنشاه» بنامد. خلیفه که از پیشروی وی تا خوزستان بیمناک بود، تصمیم گرفت با میدان دادن به برادران بویه زمینه ضعف مرداویج را فراهم آورد (غافل از اینکه روزی آل بویه یکی از دشمنانش خواهند شد). برتولد اشپولر، خاورشناس آلمانی، معتقدست بخت با خلفای عباسی یار بود که سرانجام حاکمان بی‌سواد و سازگار آل بویه بودند که بغداد را فتح کردند؛ نه مرداویج که فردی میهن‌دوست و متعصب بود.
اشپولر همچنین می‌گوید «آگاهی ملی ایرانی» در مرداویج موجب شده بود او به فکر فتح میان‌رودان و بازسازی دولت پارسی بیافتد و همین آگاهی شامل بیزاری از بردگان تُرک، که بخش قابل توجهی از سربازان و افسرانش را تشکیل می‌دادند، هم می‌شد. اصغر محمودآبادی، عضو هیئت علمی تاریخ دانشگاه اصفهان، از علاقهٔ فراوان مرداویج به فرهنگ ایرانی می‌گوید و این که او قصد ایجاد «رنسانس» و بازگشت به فرهنگ پیش از اسلام ایران را داشت. به گفتهٔ او، مرداویج به موسیقی، نشان‌ها، پوشش و جشن‌های ملی ایرانیان علاقه‌مند بود. ولی به نظر محسن رحمتی، دانشیار تاریخ دانشگاه لرستان، این احتمال هم وجود دارد که مرداویج با شرایطی که به وجود آمد، پس از آن که خلیفه حاضر نشد استیلای او بر متصرفات جدیدش را بپذیرد و آل بویه توانستند مناطقی از جمله فارس را از جانب خلیفه دریافت کنند، خود را احیا کنندهٔ شاهنشاهی ساسانیان دانسته باشد تا مشروعیت لازم را به دست آورد.
بنابر گزارش ابن اثیر، که بخش‌هایی از آن اغراق‌آمیز به نظر می‌آید، مرداویج برخورد بدی با مردم اصفهان داشت و با خشونت علیهشان رفتار می‌کرد. او دور از سپاهیان بر تخت می‌نشست و تنها پرده‌داران مخصوصی در نزدیکیش بودند. دو تخت یکی از زر (طلا) و دیگری از سیم (نقره) بودند و مرداویج هر روز بر یکی از آن‌ها تکیه می‌زد. این گزارش‌ها گرچه جای تردید دارند، می‌توانند نشانگر آگاهی مرداویج از تاریخ ایران باستان هم باشند؛ کمااین‌که شاهان هخامنشی نیز تنها از پشت پرده با دیگران سخن می‌گفتند. همچنین به دستور مرداویج، در آخرین سال فرمانروایی او، در جشن سده سال ۳۲۳ هجری، آتش‌بازی بزرگی در اصفهان ترتیب دادند و در دو سوی زاینده رود و در میدانی از دامنه تا فراز کوه پشته‌های عظیم هیزم را به آتش کشیدند و پرنده‌هایی را آغشته به نفت به آتش کشیده و پرواز دادند. علی‌رغم تدارک مفصلی که برای این مراسم دیده شده بود، مرداویج با دیدهٔ تحقیر بر آن نگریست و در جشن حاضر نشد و جشن سده برگزار نشد.
مرداویج یکی از برجسته‌ترین شخصیت‌های تاریخ شمال ایران بود که به پاسداری از آداب و رسوم ایرانی پیش از اسلام شهرت داشت؛ لذا مرداویج در دهه ۱۹۶۰ میلادی و در دوران پهلوی، که علاقه به ایران پیش از اسلام زیاد بود، به عنوان قهرمان داستان‌ها و کمیک استریپ‌های مجلات کودک ظاهر شد.

### نظامی

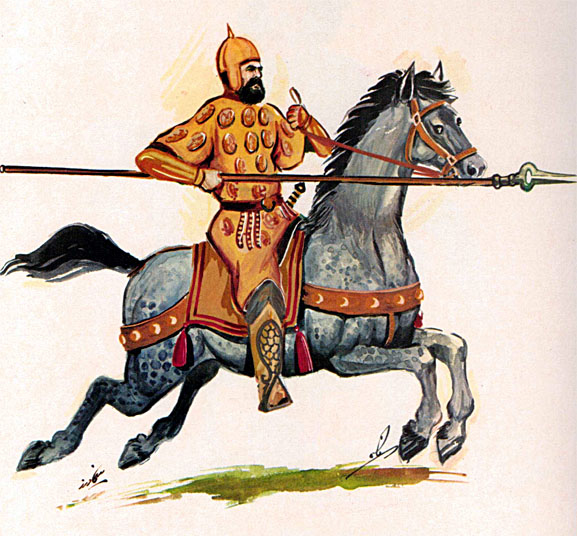
تصویری از سواره‌نظامان دیلمی که بخش عظیمی از قلمرو خلافت عباسیان را تحت سلطهٔ خاندان‌های دیلم و گیل درآوردند.

مرداویج با استفاده از نیروی نظامی قوی، بر بخش مرکزی و غربی ایران کنونی تسلط یافت. او از طریق اعطای مستمری هنگفت به سپاهیان، نفرات زیادی از گیل و دیلم و غلامان ترک را جذب کرد. تعداد سپاهیان خاصه‌اش را (جدا از نیروهایی که در خدمت گماشتگان او در شهرهای ری، قم، همدان، کرج، طبرستان و جز آن بودند)، با رقم اغراق‌آمیز چهل تا پنجاه هزار تن نوشته‌اند. این سپاه بزرگ هزینه و خرج زیادی ایجاد می‌کرد که یکی از دلایل مهم لشکرکشی‌های پیاپی مرداویج بوده. علی مفرد، مورخ معاصر، شرایط خوب جغرافیایی گیلان و دیلم در قرون سوم و چهارم هجری را موجب رشد جمعیتی آن و ایجاد نسلی جوان و پرشور می‌داند که به سپاهی‌گری روی آوردند. هزینه‌های نسبتاً زیاد امیر زیاری موجب جذب هرچه بیشتر سربازان شمالی شد و پس از حضور او در نواحی مرکزی و جنوبی ایران، لشکریانی از دیگر نواحی هم جذب شدند و بافت سپاه زیاری دگرگون شد. اهمیت این تنوع قومی در آن بود که اگر تمامی لشکریان از یک قومیت بودند، با نافرمانی آن قوم، فرمانروا توانایی کنترل وضعیت را نمی‌داشت.
لشکریان مرداویج خشونت بسیاری به خرج می‌دادند. او پس از مرگ برادرزاده‌اش و مشاهدهٔ گریه‌های خواهرش، شخصاً به همدان حمله کرد و با این که سپاه خلیفه شکست خورد و آنجا را ترک کرده بودند، فرمان قتل‌عام غیرنظامیان را داد. به گفته مسعودی، در اولین روز بیش از چهل هزار مرد به قتل رسیدند و این کشتار تا سه روز ادامه داشت و پس از آن اعلام امان شد. در حمله ابن علان قزوینی به شهرهای غربی جبال، پس از فتح دینور در آنجا قتل‌عام کردند و زمانی که «ابن ممشاد دینوری» قرآن به دست برای شفاعت آمد، قرآن را به صورت او زد و او را به قتل رساند. سپس خون و جان و مال و ناموس مردم منطقه در اختیار سپاه مرداویج قرار گرفت. این کشتار و تاراج تا حلوان ادامه یافت. چنان‌که تعداد اسیران را از ۵۰ تا ۱۰۰ هزار تن نوشته‌اند. در جریان غلبه بر اصفهان هم سپاهیان به اخذ اموال و هتک ناموس مردم دست زدند. در نتیجهٔ این بی‌رحمی‌ها، مردم ستم‌دیده شهرهای همدان، دینور و اصفهان نزد خلیفه بغداد رفتند و روی خود را سیاه کردند و قرآن‌ها بر چوب کرده، درخواست یاری می‌کردند، اما خلیفه پاسخی به خواسته‌هایشان نداد.

### اقتصادی
پس از جدایی مرداویج از اسفار، او بنه لشکریان اسفار را به دست آورد و برای تأمین مخارج لشکریان اردوکشی‌های توسعه‌طلبانه‌ای به شهرهای مختلف انجام داد. در این لشکرکشی‌ها علاوه بر به تاراج بردن ثروت‌های شهرها، برای مردم و امیران هر شهر باج و خراجی سالانه تعیین می‌کرد. شهرهایی که به غارت نمی‌رفتند و بدون درگیری فتح می‌شدند، باج سنگین‌تری می‌بایست پرداخت می‌کردند تا در امان بمانند. از جمله شهرهایی که چنین خراجی را پذیرفتند، شهرهای خوزستان بودند که مرداویج بخشی از مال وصول شده را میان لشکریان خود تقسیم کرد و بخش دیگر را برای خود اندوخت. گاه امیران موظف بودند هزینهٔ لشکرکشی و تأمین علوفهٔ دام‌ها را نیز برعهده گیرند. همچنین مرداویج برای کاستن بار هزینه‌ها، گروهی از فرماندهان خود را نزد امیری می‌فرستاد و می‌گفت مقرری خود را از او بگیرند.

## تبارنامه
|  |  |                               |                               |                               |                               | وردان                         | وردان                         | وردان | وردان | وردان        | وردان        |              |              |                                                    |                                                    |                                                    |                                                    | دختر تیرداد                                        | دختر تیرداد                                        | دختر تیرداد                  | دختر تیرداد                  | دختر تیرداد                  | دختر تیرداد                  |                            |                            |                                              |                                              |                                              |                                              |                                              |                                              |                                |                                |                                |                                |  |  |  |  |  |  |  |  |  |  |  |  |  |  |  |  |  |  |  |  |  |  |  |  |  |  |  |  |
|  |  |                               |                               |                               |                               | وردان                         | وردان                         | وردان | وردان | وردان        | وردان        |              |              |                                                    |                                                    |                                                    |                                                    | دختر تیرداد                                        | دختر تیرداد                                        | دختر تیرداد                  | دختر تیرداد                  | دختر تیرداد                  | دختر تیرداد                  |                            |                            |                                              |                                              |                                              |                                              |                                              |                                              |                                |                                |                                |                                |  |  |  |  |  |  |  |  |  |  |  |  |  |  |  |  |  |  |  |  |  |  |  |  |  |  |  |  |
|  |  |                               |                               |                               |                               |                               |                               |       |       |              |              |              |              |                                                    |                                                    |                                                    |                                                    |                                                    |                                                    |                              |                              |                              |                              |                            |                            |                                              |                                              |                                              |                                              |                                              |                                              |                                |                                |                                |                                |  |  |  |  |  |  |  |  |  |  |  |  |  |  |  |  |  |  |  |  |  |  |  |  |  |  |  |  |
|  |  |                               |                               |                               |                               |                               |                               |       |       |              |              | زیار         |              |                                                    |                                                    |                                                    |                                                    |                                                    |                                                    |                              |                              |                              |                              |                            |                            |                                              |                                              |                                              |                                              |                                              |                                              |                                |                                |                                |                                |  |  |  |  |  |  |  |  |  |  |  |  |  |  |  |  |  |  |  |  |  |  |  |  |  |  |  |  |
|  |  |                               |                               |                               |                               |                               |                               |       |       |              |              |              |              |                                                    |                                                    |                                                    |                                                    |                                                    |                                                    |                              |                              |                              |                              |                            |                            |                                              |                                              |                                              |                                              |                                              |                                              |                                |                                |                                |                                |  |  |  |  |  |  |  |  |  |  |  |  |  |  |  |  |  |  |  |  |  |  |  |  |  |  |  |  |
|  |  |                               |                               |                               |                               |                               |                               |       |       |              |              |              |              |                                                    |                                                    |                                                    |                                                    |                                                    |                                                    |                              |                              |                              |                              |                            |                            |                                              |                                              |                                              |                                              |                                              |                                              |                                |                                |                                |                                |  |  |  |  |  |  |  |  |  |  |  |  |  |  |  |  |  |  |  |  |  |  |  |  |  |  |  |  |
|  |  | مرداویج فرمانروایی ۳۱۹ تا ۳۲۳ | مرداویج فرمانروایی ۳۱۹ تا ۳۲۳ | مرداویج فرمانروایی ۳۱۹ تا ۳۲۳ | مرداویج فرمانروایی ۳۱۹ تا ۳۲۳ | مرداویج فرمانروایی ۳۱۹ تا ۳۲۳ | مرداویج فرمانروایی ۳۱۹ تا ۳۲۳ |       |       |              |              |              |              |                                                    |                                                    |                                                    |                                                    | وشمگیر فرمانروایی ۳۲۳ تا ۳۵۷                       | وشمگیر فرمانروایی ۳۲۳ تا ۳۵۷                       | وشمگیر فرمانروایی ۳۲۳ تا ۳۵۷ | وشمگیر فرمانروایی ۳۲۳ تا ۳۵۷ | وشمگیر فرمانروایی ۳۲۳ تا ۳۵۷ | وشمگیر فرمانروایی ۳۲۳ تا ۳۵۷ |                            |                            |                                              |                                              |                                              |                                              |                                              |                                              |                                |                                |                                |                                |  |  |  |  |  |  |  |  |  |  |  |  |  |  |  |  |  |  |  |  |  |  |  |  |  |  |  |  |
|  |  | مرداویج فرمانروایی ۳۱۹ تا ۳۲۳ | مرداویج فرمانروایی ۳۱۹ تا ۳۲۳ | مرداویج فرمانروایی ۳۱۹ تا ۳۲۳ | مرداویج فرمانروایی ۳۱۹ تا ۳۲۳ | مرداویج فرمانروایی ۳۱۹ تا ۳۲۳ | مرداویج فرمانروایی ۳۱۹ تا ۳۲۳ |       |       |              |              |              |              |                                                    |                                                    |                                                    |                                                    | وشمگیر فرمانروایی ۳۲۳ تا ۳۵۷                       | وشمگیر فرمانروایی ۳۲۳ تا ۳۵۷                       | وشمگیر فرمانروایی ۳۲۳ تا ۳۵۷ | وشمگیر فرمانروایی ۳۲۳ تا ۳۵۷ | وشمگیر فرمانروایی ۳۲۳ تا ۳۵۷ | وشمگیر فرمانروایی ۳۲۳ تا ۳۵۷ |                            |                            |                                              |                                              |                                              |                                              |                                              |                                              |                                |                                |                                |                                |  |  |  |  |  |  |  |  |  |  |  |  |  |  |  |  |  |  |  |  |  |  |  |  |  |  |  |  |
|  |  |                               |                               |                               |                               |                               |                               |       |       |              |              |              |              |                                                    |                                                    |                                                    |                                                    |                                                    |                                                    |                              |                              |                              |                              |                            |                            |                                              |                                              |                                              |                                              |                                              |                                              |                                |                                |                                |                                |  |  |  |  |  |  |  |  |  |  |  |  |  |  |  |  |  |  |  |  |  |  |  |  |  |  |  |  |
|  |  | فرهاد                         | فرهاد                         | فرهاد                         | فرهاد                         | فرهاد                         | فرهاد                         |       |       | لنگر (سالار) | لنگر (سالار) | لنگر (سالار) | لنگر (سالار) | لنگر (سالار)                                       | لنگر (سالار)                                       |                                                    |                                                    | بیستون فرمانروایی ۳۵۷ تا ۳۶۶                       | بیستون فرمانروایی ۳۵۷ تا ۳۶۶                       | بیستون فرمانروایی ۳۵۷ تا ۳۶۶ | بیستون فرمانروایی ۳۵۷ تا ۳۶۶ | بیستون فرمانروایی ۳۵۷ تا ۳۶۶ | بیستون فرمانروایی ۳۵۷ تا ۳۶۶ |                            |                            | قابوس فرمانروایی ۳۶۶ تا ۳۷۱ مجدداً ۳۸۸ تا ۴۰۳ | قابوس فرمانروایی ۳۶۶ تا ۳۷۱ مجدداً ۳۸۸ تا ۴۰۳ | قابوس فرمانروایی ۳۶۶ تا ۳۷۱ مجدداً ۳۸۸ تا ۴۰۳ | قابوس فرمانروایی ۳۶۶ تا ۳۷۱ مجدداً ۳۸۸ تا ۴۰۳ | قابوس فرمانروایی ۳۶۶ تا ۳۷۱ مجدداً ۳۸۸ تا ۴۰۳ | قابوس فرمانروایی ۳۶۶ تا ۳۷۱ مجدداً ۳۸۸ تا ۴۰۳ |                                |                                |                                |                                |  |  |  |  |  |  |  |  |  |  |  |  |  |  |  |  |  |  |  |  |  |  |  |  |  |  |  |  |
|  |  | فرهاد                         | فرهاد                         | فرهاد                         | فرهاد                         | فرهاد                         | فرهاد                         |       |       | لنگر (سالار) | لنگر (سالار) | لنگر (سالار) | لنگر (سالار) | لنگر (سالار)                                       | لنگر (سالار)                                       |                                                    |                                                    | بیستون فرمانروایی ۳۵۷ تا ۳۶۶                       | بیستون فرمانروایی ۳۵۷ تا ۳۶۶                       | بیستون فرمانروایی ۳۵۷ تا ۳۶۶ | بیستون فرمانروایی ۳۵۷ تا ۳۶۶ | بیستون فرمانروایی ۳۵۷ تا ۳۶۶ | بیستون فرمانروایی ۳۵۷ تا ۳۶۶ |                            |                            | قابوس فرمانروایی ۳۶۶ تا ۳۷۱ مجدداً ۳۸۸ تا ۴۰۳ | قابوس فرمانروایی ۳۶۶ تا ۳۷۱ مجدداً ۳۸۸ تا ۴۰۳ | قابوس فرمانروایی ۳۶۶ تا ۳۷۱ مجدداً ۳۸۸ تا ۴۰۳ | قابوس فرمانروایی ۳۶۶ تا ۳۷۱ مجدداً ۳۸۸ تا ۴۰۳ | قابوس فرمانروایی ۳۶۶ تا ۳۷۱ مجدداً ۳۸۸ تا ۴۰۳ | قابوس فرمانروایی ۳۶۶ تا ۳۷۱ مجدداً ۳۸۸ تا ۴۰۳ |                                |                                |                                |                                |  |  |  |  |  |  |  |  |  |  |  |  |  |  |  |  |  |  |  |  |  |  |  |  |  |  |  |  |
|  |  |                               |                               |                               |                               |                               |                               |       |       |              |              |              |              |                                                    |                                                    |                                                    |                                                    |                                                    |                                                    |                              |                              |                              |                              |                            |                            |                                              |                                              |                                              |                                              |                                              |                                              |                                |                                |                                |                                |  |  |  |  |  |  |  |  |  |  |  |  |  |  |  |  |  |  |  |  |  |  |  |  |  |  |  |  |
|  |  |                               |                               |                               |                               |                               |                               |       |       |              |              |              |              | منوچهر فرمانروایی ۴۰۳ تا ۴۲۱                       | منوچهر فرمانروایی ۴۰۳ تا ۴۲۱                       | منوچهر فرمانروایی ۴۰۳ تا ۴۲۱                       | منوچهر فرمانروایی ۴۰۳ تا ۴۲۱                       | منوچهر فرمانروایی ۴۰۳ تا ۴۲۱                       | منوچهر فرمانروایی ۴۰۳ تا ۴۲۱                       |                              |                              | دارا فرمانروایی ۴۳۶ تا ۴۴۱   | دارا فرمانروایی ۴۳۶ تا ۴۴۱   | دارا فرمانروایی ۴۳۶ تا ۴۴۱ | دارا فرمانروایی ۴۳۶ تا ۴۴۱ | دارا فرمانروایی ۴۳۶ تا ۴۴۱                   | دارا فرمانروایی ۴۳۶ تا ۴۴۱                   |                                              |                                              | اسکندر                                       | اسکندر                                       | اسکندر                         | اسکندر                         | اسکندر                         | اسکندر                         |  |  |  |  |  |  |  |  |  |  |  |  |  |  |  |  |  |  |  |  |  |  |  |  |  |  |  |  |
|  |  |                               |                               |                               |                               |                               |                               |       |       |              |              |              |              | منوچهر فرمانروایی ۴۰۳ تا ۴۲۱                       | منوچهر فرمانروایی ۴۰۳ تا ۴۲۱                       | منوچهر فرمانروایی ۴۰۳ تا ۴۲۱                       | منوچهر فرمانروایی ۴۰۳ تا ۴۲۱                       | منوچهر فرمانروایی ۴۰۳ تا ۴۲۱                       | منوچهر فرمانروایی ۴۰۳ تا ۴۲۱                       |                              |                              | دارا فرمانروایی ۴۳۶ تا ۴۴۱   | دارا فرمانروایی ۴۳۶ تا ۴۴۱   | دارا فرمانروایی ۴۳۶ تا ۴۴۱ | دارا فرمانروایی ۴۳۶ تا ۴۴۱ | دارا فرمانروایی ۴۳۶ تا ۴۴۱                   | دارا فرمانروایی ۴۳۶ تا ۴۴۱                   |                                              |                                              | اسکندر                                       | اسکندر                                       | اسکندر                         | اسکندر                         | اسکندر                         | اسکندر                         |  |  |  |  |  |  |  |  |  |  |  |  |  |  |  |  |  |  |  |  |  |  |  |  |  |  |  |  |
|  |  |                               |                               |                               |                               |                               |                               |       |       |              |              |              |              | انوشیروان فرمانروایی ۴۲۱ تا ۴۲۲ و مجدداً ۴۳۳ تا ۴۳۵ | انوشیروان فرمانروایی ۴۲۱ تا ۴۲۲ و مجدداً ۴۳۳ تا ۴۳۵ | انوشیروان فرمانروایی ۴۲۱ تا ۴۲۲ و مجدداً ۴۳۳ تا ۴۳۵ | انوشیروان فرمانروایی ۴۲۱ تا ۴۲۲ و مجدداً ۴۳۳ تا ۴۳۵ | انوشیروان فرمانروایی ۴۲۱ تا ۴۲۲ و مجدداً ۴۳۳ تا ۴۳۵ | انوشیروان فرمانروایی ۴۲۱ تا ۴۲۲ و مجدداً ۴۳۳ تا ۴۳۵ |                              |                              |                              |                              |                            |                            |                                              |                                              |                                              |                                              | کیکاووس فرمانروایی ۴۴۱ تا ۴۸۳                | کیکاووس فرمانروایی ۴۴۱ تا ۴۸۳                | کیکاووس فرمانروایی ۴۴۱ تا ۴۸۳  | کیکاووس فرمانروایی ۴۴۱ تا ۴۸۳  | کیکاووس فرمانروایی ۴۴۱ تا ۴۸۳  | کیکاووس فرمانروایی ۴۴۱ تا ۴۸۳  |  |  |  |  |  |  |  |  |  |  |  |  |  |  |  |  |  |  |  |  |  |  |  |  |  |  |  |  |
|  |  |                               |                               |                               |                               |                               |                               |       |       |              |              |              |              | انوشیروان فرمانروایی ۴۲۱ تا ۴۲۲ و مجدداً ۴۳۳ تا ۴۳۵ | انوشیروان فرمانروایی ۴۲۱ تا ۴۲۲ و مجدداً ۴۳۳ تا ۴۳۵ | انوشیروان فرمانروایی ۴۲۱ تا ۴۲۲ و مجدداً ۴۳۳ تا ۴۳۵ | انوشیروان فرمانروایی ۴۲۱ تا ۴۲۲ و مجدداً ۴۳۳ تا ۴۳۵ | انوشیروان فرمانروایی ۴۲۱ تا ۴۲۲ و مجدداً ۴۳۳ تا ۴۳۵ | انوشیروان فرمانروایی ۴۲۱ تا ۴۲۲ و مجدداً ۴۳۳ تا ۴۳۵ |                              |                              |                              |                              |                            |                            |                                              |                                              |                                              |                                              | کیکاووس فرمانروایی ۴۴۱ تا ۴۸۳                | کیکاووس فرمانروایی ۴۴۱ تا ۴۸۳                | کیکاووس فرمانروایی ۴۴۱ تا ۴۸۳  | کیکاووس فرمانروایی ۴۴۱ تا ۴۸۳  | کیکاووس فرمانروایی ۴۴۱ تا ۴۸۳  | کیکاووس فرمانروایی ۴۴۱ تا ۴۸۳  |  |  |  |  |  |  |  |  |  |  |  |  |  |  |  |  |  |  |  |  |  |  |  |  |  |  |  |  |
|  |  |                               |                               |                               |                               |                               |                               |       |       |              |              |              |              | جستان                                              | جستان                                              | جستان                                              | جستان                                              | جستان                                              | جستان                                              |                              |                              |                              |                              |                            |                            |                                              |                                              |                                              |                                              | گیلانشاه فرمانروایی ۴۸۳ تا ۴۸۶               | گیلانشاه فرمانروایی ۴۸۳ تا ۴۸۶               | گیلانشاه فرمانروایی ۴۸۳ تا ۴۸۶ | گیلانشاه فرمانروایی ۴۸۳ تا ۴۸۶ | گیلانشاه فرمانروایی ۴۸۳ تا ۴۸۶ | گیلانشاه فرمانروایی ۴۸۳ تا ۴۸۶ |  |  |  |  |  |  |  |  |  |  |  |  |  |  |  |  |  |  |  |  |  |  |  |  |  |  |  |  |

## مطالعهٔ بیشتر
- الهی، حسین (۱۳۷۹). مردآویچ زیاری (از خاک برخاستگان). مجله تخصصی زبان و ادبیات دانشکده ادبیات و علوم انسانی مشهد (دانشکده ادبیات و علوم انسانی (مشهد).
- قاسمی، زهره. «مسکوکات آل زیار در گنجینه سکه‌ی موزه مرکزی آستان قدس رضوی و معرفی سکه‌ی نفیس طلای مرداویج بن زیار». موزه مرکزی آستان قدس رضوی.